# Khinganornis hulunbuirensis
Khinganornis hulunbuirensis — вид викопних птахів, що мешкав у крейдовому періоді (120 млн років тому).

## Історія
Повний, добре збережений скелет птаха знайдено у 2000-х роках у відкладаннях формації Лунцзян у провінції Внутрішня Монголія, Китай. На основі знахідки у 2020 році описано нові рід та вид Khinganornis hulunbuirensis. Біноміальна назва вказує на типове місцезнаходження виду — Khinganornis на гори Великий Хінган, а K. hulunbuirensis на округ Хулунбуїр.

## Опис
Це був невеликий птах з розмахом крил до 40 см. Череп завдовжки 46 мм. У дзьобі є зуби: три пари на верхній щелепі та сім пар на нижній. Шийних хребців десять.

## Класифікація
Птах належить до Ornithuromorpha — базальної групи віялохвостих птах. До близьких до Khinganornis видів відносять Changzuiornis і Iteravis.